# Flaggstyrman

Flaggstyrman,  flaggkonstapel och flaggmaskinist var underofficersgrader inom den svenska flottan, som 2009-2012 återinfördes som specialistofficersgrader efter att funnits tidigare fram till 1972. 2012 infördes graden fanjunkare även i Flottan, som ersättning för dessa grader.

## 2009-2012
Flaggstyrman hade 2009-2012 tjänsteställningen OR7. Förledet "flagg-" skilde den från OR6-graden förste styrman och styrman betyder att innehavaren tillhörde den så kallade vapenavdelningen, som tillsammans med intendentur- (konstapel) och maskinavdelningen (maskinist) är de tre som numera existerar. Före 1972 fanns även en hantverksavdelning, som idag får anses ha gått upp i maskinavdelningen.

## Före 1972
En flaggstyrman tillhörde någon tjänstegren inom vapenavdelningen: navigation, torped, artilleri, min, ubåtsjakt, signal etc. Till graden läggs då denna, till exempel flaggnavigationsstyrman, flaggubåtsjaktstyrman osv. Yrkestecken för flaggstyrman var en fartygsratt. 

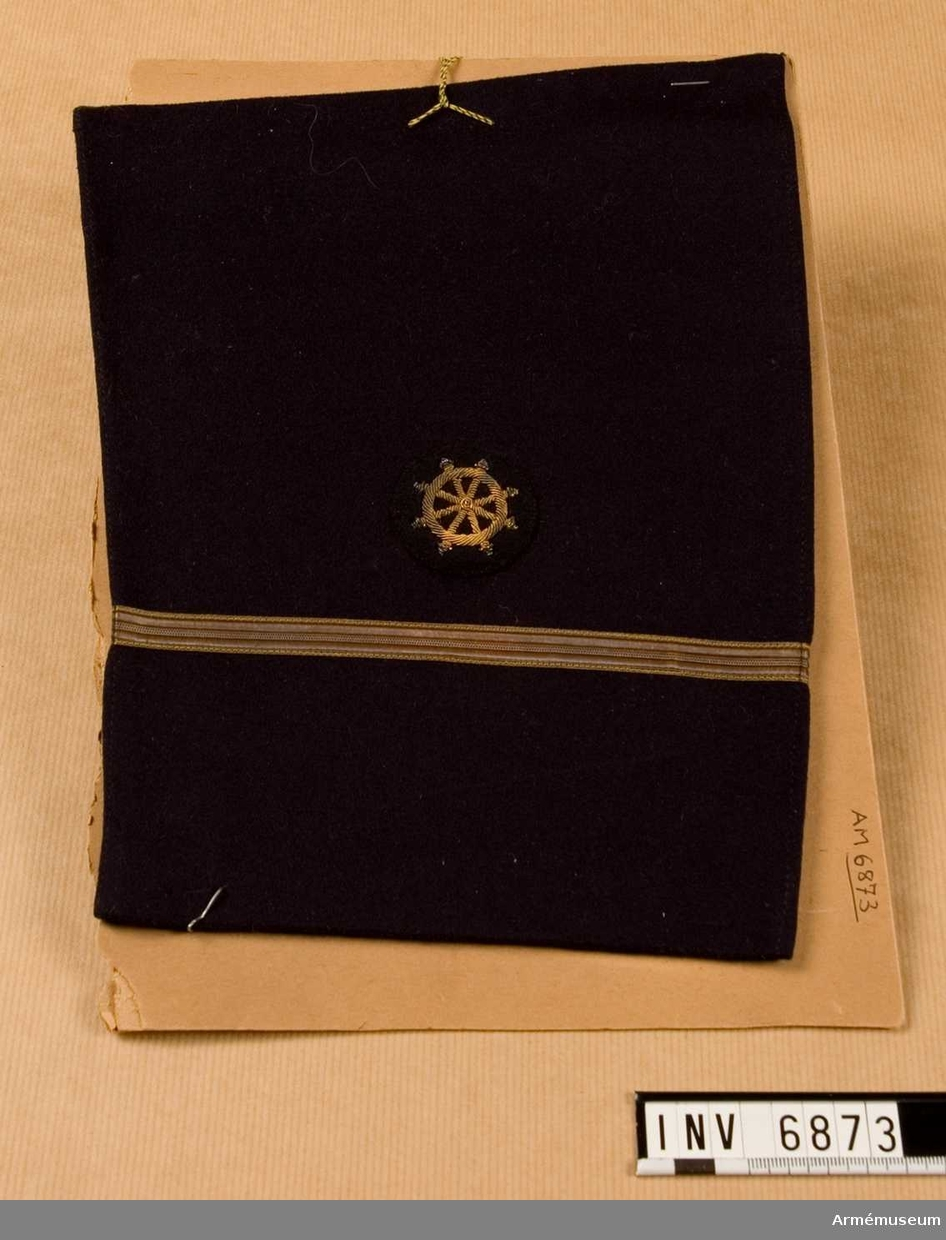
Gradbeteckning m/1925 för flaggunderofficer (flaggstyrman).Armémuseum.